# Universidad Técnica de Berlín
La Universidad Técnica de Berlín (oficialmente tanto en alemán como en español: Technische Universität Berlin, también conocida como TUB o TU Berlin) es una universidad pública de Berlín, Alemania. Se fundó en 1879 y tiene matriculados unos 29.816 estudiantes. La TU Berlin es una de las mayores universidades técnicas en Alemania. Tiene también la mayor proporción de estudiantes extranjeros, con el 20% en el semestre de verano de 2005, lo que representa unos 6000 estudiantes. La lista de alumnos y profesores incluye ocho ganadores del Premio Nobel.
La TU Berlin forma parte de la red TIME Top Industrial Managers for Europe y es miembro de CESAER (agrupación de escuelas de ingeniería europeas). La TU Berlin ocupó el primer lugar en Alemania (número 46 en el mundo) en el campo de matemáticas en el 2012 en el QS World University Rankings.

## Historia
La TU Berlin se estableció en 1879 con el nombre de Königliche Technische Hochschule (Real Escuela Técnica Superior), así como Technische Hochschule Charlottenburg (Escuela Técnica Superior de Charlottenburg) por la fusión del preexistente Edificio de la Academia (fundado en 1799) y de la Academia Vocacional (fundado en 1829). Desde 1916 también se añadió la antigua Academia de minería, que se había fundado en 1770.
Se cerró después de la Segunda Guerra Mundial el 20 de abril de 1945 y se restableció el 9 de abril de 1946 bajo el nombre actual.

## Campus
La TU Berlin ocupa unos 600.000 m², distribuidos en varias localizaciones en el Berlín occidental.

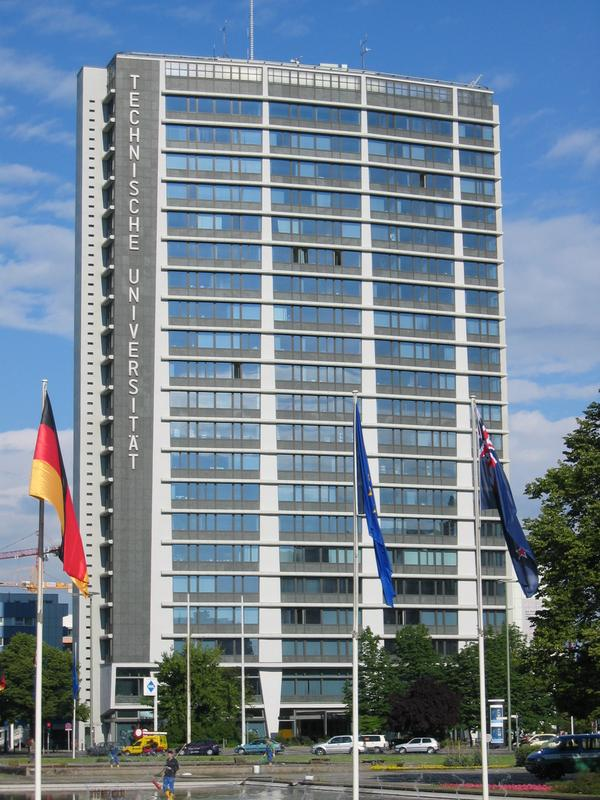
El Instituto Central de idiomas, en la Universidad Técnica de Berlín.

El campus principal se encuentra en el barrio de Charlottenburg. Las siete facultades tienen unos 29.500 estudiantes alistados en más de 50 temas. El 8 de junio de 2005 había 6.721 personas que trabajaban en la universidad: 319 profesores, 1.832 investigadores graduados y 2.089 personas que trabajan en la administración, los talleres y las instalaciones centrales. Además hay 1.803 ayudantes y 161 del estudiantes aprendices.

## Organización
Desde el 4 de abril de 2005, la TU Berlin se encuentra dividida en las facultades siguientes:
1. Humanidades
2. Matemáticas y Ciencias Naturales
3. Ingeniería de procesos (Ingeniería química e ingeniería energética)
4. Ingeniería Electrónica, eléctrica e Informática
5. Ingeniería Mecánica y Sistemas de Transporte
6. Arquitectura e Ingeniería civil, Medio ambiente y Ciencias sociales
7. Económicas y Empresariales

## Nombre
La política oficial de la universidad es que sólo el nombre Technische Universität Berlin debe ser utilizado internacionalmente y que este no debe ser traducido a otros idiomas.

## Estudiantes
Con casi 30.000 estudiantes, la TU Berlín es la universidad técnica más grande de Alemania. También presenta el porcentaje más alto de estudiantes de otros países con el 20%.

## Alumnos y profesores notables

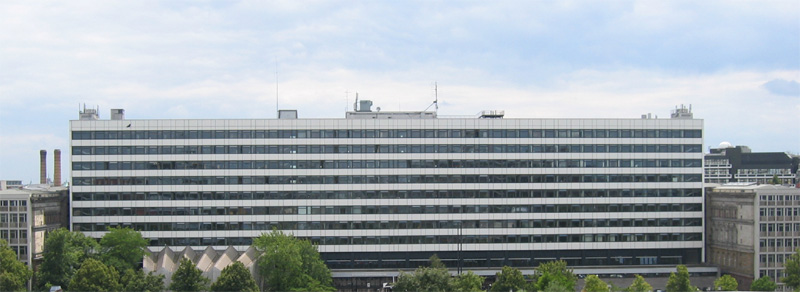
Edificio principal de la TU Berlin.

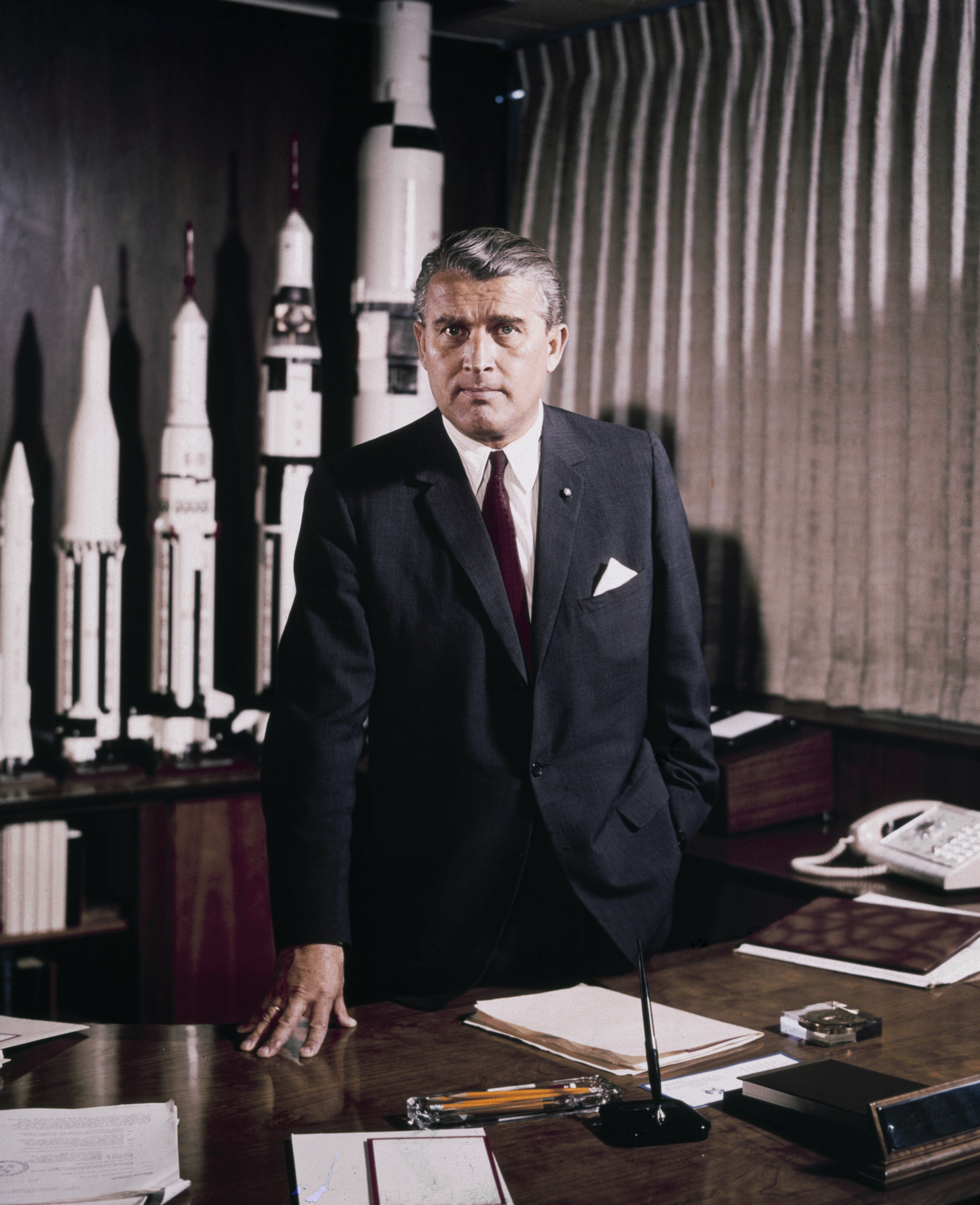
Wernher von Braun, mayo de 1964.

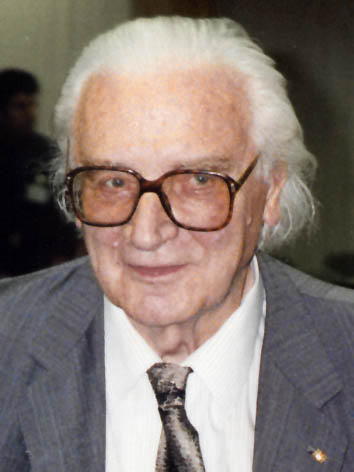
Konrad Zuse en 1992.

- Elisa Leonida Zamfirescu (1887-1973), la primera mujer ingeniera del mundo, se inscribió en 1909 y graduó en 1912
- August Borsig (1804-1854), empresario, fundó la fábrica Borsig de locomotoras
- Carl Bosch (1874-1940), químico
- Wernher von Braun (1912-1976), ingeniero mecánico, físico (cohetería)
- Franz Breisig (1868-1934), matemático, inventor del cable de calibración y padre del término red quadripolo, en ingeniería eléctrica
- Wilhelm Cauer (1900-1945), matemático, contribuciones esenciales al diseño de filtros electrónicos
- Carl Dahlhaus (1928-1989), musicólogo
- Dennis Gabor (1900-1979), físico (holografías)
- Fritz Haber (1868-1934), químico
- Gustav Ludwig Hertz (1887-1975), físico
- George de Hevesy (1885-1966), químico
- Karl Küpfmüller (1897-1977), ingeniero eléctrico, contribuciones esenciales a la teoría de sistema
- Wassili Luckhardt (1889-1972), arquitecto
- Alexander Meissner (1883-1958), ingeniero eléctrico
- Erwin Müller (1911-1977), físico (microscopio de emisión, microscopio de campo iónico, pruebas en átomos)
- Ernst Ruska (1906-1988), físico (microscopio electrónico)
- Karl Friedrich Schinkel (1781-1841), arquitecto
- Georg Schlesinger (1874-1949)
- Hermann W. Vogel (1834-1898) químico y fotógrafo
- Eugene Wigner (1902-1995), físico
- Konrad Zuse (1910-1995), pionero en computación
- Albert Speer (1905-1981), arquitecto y ministro de armamento y guerra del Tercer Reich
- Diébédo Francis Kéré (1965- ), arquitecto y académico burkinés, premio Pritzker año 2022